# Oudemanhuisbrug
De Oudemanhuisbrug is een gemetselde boogbrug in het centrum van de stad Delft, in de Nederlandse provincie Zuid-Holland. De brug, die de Voldersgracht overspant, is een rijksmonument. Het is niet bekend uit welk jaar de brug komt.

## Naam
Tegenover deze brug lag sinds 1411 het 'Oude Man(nen)huis'. In de zeventiende eeuw vestigde zich hier het Sint-Lucasgilde. Steeg en brug zijn naar het bejaardenhuis genoemd. De gemetselde stenen boogbrug is in 1885 verbreed toen het geboortehuis van Johannes Vermeer aan de zuidwestzijde afgebroken werd.